# جان ابراهام كريتيان
جان ابراهام كريتيان (بالهولندية: Jean Abraham Chrétien Oudemans)‏ (و. 1827 – 1906 م) هو عالم فلك، وأستاذ جامعي من مملكة هولندا . ولد في أمستردام. وكان عضواً في الأكاديمية الملكية الهولندية للفنون والعلوم، والأكاديمية الفرنسية للعلوم .
توفي في أوترخت، عن عمر يناهز 79 عاماً.

## التعليم
تعلم في جامعة ليدن

## مناصب وهيئات
أدار جامعة أوتريخت.